# Dylewo (Ostrołęka)
Pour les articles homonymes, voir Dylewo.
Dylewo (prononciation : [dɨˈlɛvɔ]) est un village polonais de la gmina de Kadzidło dans le powiat d'Ostrołęka de la voïvodie de Mazovie dans le centre-est de la Pologne.
Il se situe à environ 5 kilomètres au sud de Kadzidło (siège de la gmina), 17 kilomètres au nord-ouest d'Ostrołęka (siège du powiat) et à 113 kilomètres au nord de Varsovie (capitale de la Pologne).
Le village compte approximativement une population de 1 328 habitants en 2011.

## Histoire
De 1975 à 1998, le village appartenait administrativement à la voïvodie d'Ostrołęka.